# Киро Челеков
Киро Васов Челеков е български революционер, деец на Вътрешната македоно-одринска революционна организация в Дедеагачко.

## Биография
Киро Челеков е роден в тракийското дедеагачко село Доганхисар, тогава в Османската империя, днес в Гърция. Челеков влиза във ВМОРО и става председател на революционния комитет в Доганхисар от 1896 година. От 1902 година е председател на околийския комитет на ВМОРО пак в Доганхисар.